# Real Santander
O Club Deportivo Real Santander, conhecido como Real Santander, é um clube de futebol de Piedecuesta, na região metropolitana de Bucaramanga, Colômbia, fundado em 18 de janeiro de 2006. O time joga, atualmente, a segunda divisão do futebol colombiano, a Primera B. A equipe jogou duas temporadas sobre a alcunha de "Real San Andrés", com sede no arquipelágo de Santo André, Providência e Santa Catarina. Porém, desde janeiro de 2021, regressou a jogar na sua sede original.

## Rivalidades

### Clássico metropolitano de Bucaramanga
O Real Santander disputa com o Atlético Bucaramanga o chamado "Clásico Metropolitano", do qual já foram disputadas 20 partidas oficiais, 8 delas pela Copa Colombia e 12 pela Primeira B, com 10 vitórias para o Atétlico Bucaramanga, 4 para o Real Santander e 6 empates.

### Clássico menor dos Santanderinos
O clássico menor dos Santanderinos é o enfrentamento entre as duas menores equipes do departamento de Santander: Real Santander e Alianza Petrolera. As duas equipes já se enfrentam 16 vezes pela Primera B, com 6 vitórias para cada equipe e 4 empates. Já pela Copa Colombia, os dois times já se enfrentaram em 18 oportunidades, com 8 triunfos do Real Santander, 6 do Alianza Petrolera e 4 empates.

### Clássico moderno do Gran Santader
O Real Santander disputa esse clássico com o Cúcuta Deportivo. Este já ocorreu em 26 ocasiões (16 pela Copa Colombia e 10 pela Primera B), sendo que houve 14 vitórias para o Cúcuta Deportivo, 5 para o Real Santander e 7 empates.